# Arturo Torres Rioseco
Arturo Torres Rioseco (Talca, 17 de octubre de 1897-Berkeley, 3 de noviembre de 1970) fue un poeta, crítico literario y catedrático chileno con nacionalidad estadounidense. Fue fundador del Instituto Internacional de Literatura Iberoamericana y director de la Revista Iberoamericana, miembro de la Academia Mexicana de la Lengua y la Academia de la Lengua de Panamá y del Harvard Council on Spanish American Studies y profesor de la Universidad de California (Berkeley) amigo de Gabriela Mistral cultivo poemas como: El Encantamiento en 1921 y Ausencia en 1932 y ensayos como: Precursores del modernismo en 1925.